# Lalaquiz (distrito)
Lalaquiz é um distrito do Peru, departamento de Piura, localizada na província de Huancabamba.

## Transporte
O distrito de Lalaquiz não é servido pelo sistema de estradas terrestres do Peru.